# Rolf-Dieter-Brinkmann-Stipendium
Das Rolf-Dieter-Brinkmann-Stipendium ist ein jährlich von der Stadt Köln ausgelobter Literaturpreis. Der Preis ist nach dem Schriftsteller Rolf Dieter Brinkmann (1940–1975) benannt, der von 1962 bis 1975 in Köln lebte. Die Stadt Köln vergibt seit 1971 ein Förderstipendium an zeitgenössische, junge Autoren. 1985 wurde das bis dato „Förderstipendium Stadt Köln für Literatur“ in Rolf-Dieter-Brinkmann-Stipendium umbenannt.

## Vergabe
Bewerben können sich Autorinnen und Autoren, die in Köln wohnen oder arbeiten und im Jahr der Bewerbung das 35. Lebensjahr noch nicht vollendet haben. Das mit einmalig 12.000 € dotierte Stipendium wird von einer Jury aus Sachverständigen, dem Kulturdezernenten und Mitgliedern der im Rat vertretenen Fraktionen vergeben. Die Verleihung findet jeweils im Oktober im Kölner Rathaus statt.

## Preisträger
- 1971 Milan Nápravník
- 1972 Signe Piehler
- 1976 Arnold Leifert
- 1978 Christian Linder
- 1979 Walter Adler
- 1980 Jens Hagen
- 1981 Wolfgang Schiffer
- 1982 Bernd Hackländer
- 1983 Hanni Schaaf
- 1984 Alexander Rall
- 1985 Alain Claude Sulzer
- 1986 Jochen Langer
- 1987 Luise Schmidt
- 1988 Khalid Al-Maaly
- 1989 Liane Dirks
- 1990 Thomas Kling
- 1991 Marcel Beyer
- 1992 Roland Koch
- 1993 Brigitte Doppagne
- 1994 Ute-Christine Krupp
- 1995 Dieter M. Gräf
- 1996 Norbert Hummelt
- 1997 Thorsten Krämer
- 1998 Leander Scholz
- 1999 Katrin Askan
- 2000 Nika Bertram und Hung-min Krämer
- 2001 Stan Lafleur
- 2002 Hendrik Jackson
- 2003 Ulla Lenze
- 2004 Javier Salinas
- 2005 Adrian Kasnitz
- 2006 Jasna Mittler
- 2007 Gunther Geltinger
- 2008 Marie T. Martin
- 2009 Thien Tran
- 2010 Martin Kordić
- 2011 Pyotr Magnus Nedov
- 2012 Julia Trompeter
- 2013 Christoph Wenzel
- 2014 Dorian Steinhoff
- 2015 Sebastian Polmans
- 2016 Bastian Schneider
- 2017 Yannic Han Biao Federer
- 2018 Özlem Özgül Dündar
- 2019 Karosh Taha
- 2020 Kamala Dubrovnik
- 2021 Lisa Roy
- 2022 Justine Bauer
- 2023 Thea Mantwill
- 2024 Mirjam Kay Mashkour